# 벤저민 구겐하임

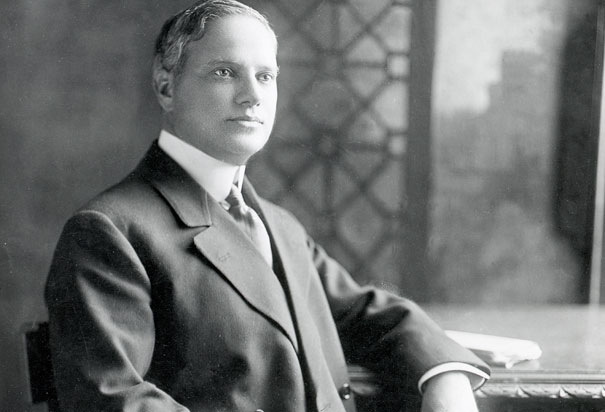
벤저민 구겐하임

벤저민 구겐하임(Benjamin Guggenheim, 1865년 10월 26일 ~ 1912년 4월 15일)은 미국의 사업가로, 마이어 구겐하임의 아들이다. 구겐하임가의 일원이며, 타이타닉 침몰 사고로 숨졌고, 시신은 수습이 되지 않았으나 소속된 철강업 회사장으로 장례를 치렀다.

## 같이 보기
- 구겐하임가